# Laoš
Laoš (Laonastes aenigmamus, anglicky kha-nyou, česky také laoská skalní krysa) je hlodavec, který byl objevený v roce 1996 a vědecky popsaný roku 2005. Jedná se o tzv. „lazarský (Lazarův) druh“.
Dosahují délky těla 21–28 cm. Ocas měří dalších 13–16 cm. Hlava je klabonosá. Na hřbetě je šedý, břicho má stříbřité. Na čumáku má dlouhé hmatové vousy. Nášlapné mozoly na nohou mu umožňují pohyb po vápencových skalách. Samice mají pouze jeden pár hrudních mléčných bradavek – zdá se, že mívají pouze jedno mládě. Jedná se o býložravce, hlavní aktivitu vykazuje v noci.

## Objev
Zbytky podivného zvířete poprvé spatřil americký zoolog Robert Timmins. Stalo se tak v roce 1996 na tržišti v Laosu, kde byly prodávány na maso. Zoolog tušil, že se jedná o živočišný druh, který dosud nebyl vědecky popsán. O tři roky později získal kosterní pozůstatky tří dalších jedinců ze sovích vývržků a s tím už bylo možné vědecky pracovat. Ale teprve v květnu 2006 se podařilo pořídit první fotografie a videa živého laoše. O ně se postaral čtyřiasedmdesátiletý americký penzista a amatérský ornitolog David Redfield, který se s jasným cílem vydal do Laosu a najal si místní lovce, aby mu jednoho laoše chytili.

## Taxonomie
Zvíře je natolik odlišné od všech současných hlodavců, že bylo po svém objevu zařazeno do zvláštní nově vytvořené čeledi Laonastidae. Později se ale ukázalo, že je příbuzné vymřelým miocenním rodům Diatomys, Fallomus a Willmus z doby před 10 až 20 miliony let, a tak bylo přiřazeno k nim do čeledi Diatomyidae, která je zcela na bázi dikobrazočelistních (hystrikognátních) hlodavců. Tato čeleď byla považována za vymřelou již před 11 miliony let.

## Výskyt
Vyskytuje se v krasových oblastech středního Laosu, konkrétně v krasové oblasti (vápencovém pohoří) provincie Khammouan (Khammouanský kras). Tato oblast je unikátní díky popsání několika donedávna neznámých druhů obratlovců. Jedná se o oblast s vysokou úrovní biodiverzity, takzvaný „biodiversity hotspot“. Toto území je však silně degradováno lidskou činností. Navíc krasové území není celistvé, je rozlámané na množství izolovaných skalních výchozů. Laošové i další druhy zvířat tak vytvářejí populace, které od sebe dělí nepřekonatelná bariéra otevřené ploché krajiny. Od roku 2012 proto vědci podrobně studují genetické informace laošů z různých míst krasu a bylo identifikováno, že se druh rozpadá na 8 odlišných genetických linií.

## Ohrožení
Laoš je ohrožen hned z několika důvodů. Tím prvním je velmi omezený areál výskytu. Dále se jedná o rychlou degradaci tohoto území z důvodu těžby vápence, stavby přehradních nádrží a vzrůstajícího zalidnění. Velkým problémem je také masivní lov, jemuž podle odhadů podlehne několik desítek tisíc jedinců ročně. Hrozí tak, že laoská skalní krysa vyhyne dříve, než bude podrobněji poznána.

## Ochrana
Jelikož se jedná o evolučně výjimečný druh s řadou anatomických a fyziologických zvláštností, začínají se uskutečňovat aktivity spojené s ochranou laoše. Cílem ochranářských projektů pod záštitou Evropské asociace zoologických zahrad a akvárií (EAZA), na nichž spolupracuje i Zoo Praha, je provést potřebný základní výzkum a ve dvou etapách získat laoše pro záložní chov v evropských zoologických zahradách. V první fázi se má jednat[kdy?] o dvacet jedinců pro Zoo Praha a dalších dvacet pro polskou Zoo Wroclaw. Následně by měli být doplněni jedinci do zoologických zahrad ve Stuttgartu, Belfastu a Newquay. Výhodou může být atraktivní[zdroj⁠?!] vzezření laoše, a tedy zvýšený potenciál být vlajkovým druhem ochrany přírody v laoské provincii Khammouan.